# Irwin Dambrot
Irwin Dambrot (Bronx, 23 maggio 1928 – Summit, 21 gennaio 2010) è stato un cestista statunitense.
Vinse il titolo di Most Outstanding Player NCAA nel 1950.

## Carriera
Nato nel Bronx, giocò nei Beavers del City College di New York, con cui vinse il titolo NCAA 1950, al termine del quale fu eletto miglior giocatore del torneo. Nello stesso anno vinse anche il National Invitation Tournament.
Dambrot venne scelto al primo giro del draft NBA 1950 dai New York Knicks, ma preferì abbandonare l'attività cestistica, dedicandosi agli studi in odontoiatria.
Nel 1951 venne arrestato con altri 32 giocatori, tra i quali 6 ex compagni di squadra ai tempi del college, con l'accusa di aver truccato alcune partite del campionato NCAA per favorire degli scommettitori. Per molti dei giocatori, tra i quali lo stesso Dambrot, la sentenza fu sospesa.

## Palmarès
- Campione NCAA (1950)
- Campione NIT (1950)
- NCAA Final Four Most Outstanding Player (1950)